# Jeroen Mul
Jeroen Mul (* 14. Juni 1990 in Amsterdam) ist ein niederländischer Autorennfahrer. Er trat 2011 im deutschen Formel-3-Cup an.

## Karriere
Mul begann seine Motorsportkarriere 2006 im Kartsport. Im Winter 2006/2007 debütierte Mul im GT-Sport in der Dutch Winter Endurance Series und wurde auf Anhieb Achter in der Meisterschaft. Im weiteren Verlauf seiner Karriere kehrte er für einzelne Starts in diese Serie zurück. Mul wechselte anschließend in den Formelsport und trat 2007 in mehreren Rennserien an. Er wurde Vizemeister der niederländischen Formel Gloria, Siebter der Benelux Formel Ford und Achter der niederländischen Formel Ford 1800. 2008 blieb Mul in der Benelux Formel Ford und schloss die Meisterschaft erneut als Siebter ab. Darüber hinaus nahm er an Formel-Ford-Einzelveranstaltungen sowie einzelnen Formel-Gloria-Rennen teil. 2009 wechselte Mul zu Van Amersfoort Racing, für die er seine dritte Benelux-Formel-Ford-Saison bestritt. Er beendete 6 von 14 Rennen auf dem Podest und wurde Vizemeister.
2010 trat Mul für Van Amersfoort Racing in der nordeuropäischen Formel Renault an. Er gewann zwei Rennen und wurde mit insgesamt sechs Podest-Platzierungen Dritter in der Meisterschaft. 2011 wechselte Mul in den deutschen Formel-3-Cup, in dem er erneut für Van Amersfoort Racing antrat. Mit zwei fünften Plätzen als beste Resultate beendete er die Saison auf dem zehnten Platz der Meisterschaft.

## Persönliches
Mul wohnt im niederländischen Badhoevedorp.

## Statistik

### Karrierestationen
| - 1998–2006: Kartsport - 2007: Dutch Winter Endurance Series (Platz 8) - 2007: Benelux Formel Ford (Platz 7) - 2007: Niederländische Formel Ford 1800 (Platz 8) | - 2007: Niederländische Formel Gloria (Platz 2) - 2008: Benelux Formel Ford (Platz 7) - 2008: Niederländische Formel Gloria (Platz 18) - 2009: Benelux Formel Ford (Platz 2) | - 2010: Nordeuropäische Formel Renault (Platz 3) - 2011: Deutsche Formel 3 (Platz 10) |